# Consell Central Palestí
El Consell Central Palestí (CCP), també conegut com a Consell Central de l'OAP, és una de les institucions de l'Organització per a l'Alliberament de Palestina (OAP). El CCP pren decisions polítiques quan el Consell Nacional Palestí (CNP) no està en sessió. El CCP actua com a enllaç entre el CNP i el Comitè Executiu de l'OAP. El CCP és elegit pel PNC després de ser nomenat per l'executiu de l'OLP i presidit pel president del PNC.
Els membres han passat de 42 (1976), 55 (1977), 72 (1984), 107 (principis dels anys 90), 95 (mitjans dels 90) a 124 (1996). L'abril de 1996, el CCP estava format per 124 membres del Comitè Executiu de l'OLP, CNP, CLP i altres organitzacions palestines.
El 5 de gener de 2013 es va anunciar que l'OLP havia delegat les funcions del govern i del parlament de l'Autoritat Palestina al Consell Central.